# Dog (film)
Pour les articles homonymes, voir Dog.
Pour plus de détails, voir Fiche technique et Distribution.
Dog ou Chien au Québec est un film américain réalisé par Reid Carolin et Channing Tatum et sorti en 2022.

## Synopsis
Ancien membre de l'US Army Ranger, Jackson Briggs souffre de trouble de stress post-traumatique. Jugé inapte au combat, il travaille actuellement dans une épicerie mais postule pour une mission au Pakistan, sans succès en raison de son état. Jackson apprend ensuite le décès de Riley Rodriguez, ancien membre de son unité. Il est alors chargé d'amener à ses funérailles Lulu, un berger belge malinois ayant servi dans l'armée avec Riley. Avec le chien de guerre, Jackson va longer la côte ouest du pays dans un Ford Bronco de 1984. Leur complicité va évoluer au fil du voyage.

## Fiche technique
Sauf indication contraire, les informations mentionnées dans cette section peuvent être confirmées par la base de données cinématographiques IMDb,  présente dans la section « Liens externes ».
- Titre original et français : Dog
- Titre québécois : Chien
- Réalisation : Reid Carolin et Channing Tatum
- Scénario : Reid Carolin, d'après une histoire de Reid Carolin et Brett Rodriguez
- Musique : Thomas Newman
- Direction artistique : Macie Vener
- Décors : Laurence Bennett
- Costumes : n/a
- Photographie : Newton Thomas Sigel
- Montage : Leslie Jones
- Production : Gregory Jacobs, Peter Kiernan et Brett Rodriguez

Coproducteur : Garret Levitz
Producteurs délégués : Betsy Danbury et Ken Meyer
- Sociétés de production : Metro-Goldwyn-Mayer, CAA Media Finance, FilmNation Entertainment et Free Association
- Sociétés de distribution : United Artists (États-Unis), WW Entertainment (Belgique)
- Budget : 15 millions de dollars
- Pays de production :  États-Unis
- Langue originale : anglais
- Format : couleur
- Genre : comédie, road movie
- Durée : 101 minutes
- Dates de sortie[2] :
  - États-Unis : 18 février 2022
  - France : 21 juillet 2022 sur Amazon Prime Video
- Classification[3] :
  - États-Unis : PG-13

## Distribution
- Channing Tatum (VF : Adrien Antoine ; VQ : Frédérik Zacharek) : Jackson Briggs
- Jane Adams (VF : Marie-Laure Dougnac ; VQ : Marika Lhoumeau) : Tamara
- Kevin Nash (VF : Emmanuel Jacomy ; VQ : Sylvain Hétu) : Gus
- Q'orianka Kilcher : Niki
- Ethan Suplee (VF : Olivier Cordina ; VQ : Louis-Philippe Dandenault) : Noah
- Emmy Raver-Lampman (VF : Aurélie Konaté) : Bella
- Nicole LaLiberte : Zoe
- Luke Forbes (VF : Mike Fédée ; VQ : Iannicko N'Doua-Légaré) : Jones
- Ronnie Gene Blevins : Keith
- Aqueela Zoll (VF : Diane Dassigny) : Callan
- Bill Burr (VF : Philippe Valmont ; VQ : Frédéric Paquet) : l'officier Shaugnessey

Version française dirigée par Fouzia Youssef-Holland au studio Dubbing Brothers, d'après une adaptation des dialogues de Cyrielle Roussy.
 Source et légende : version française (VF) sur RS Doublage et version québécoise (VQ) sur Doublage Québec et crédits de fin.

## Production
En novembre 2019, il est annoncé que Channing Tatum et Reid Carolin vont faire leurs débuts de réalisateurs d'après un scénario écrit par le second (avec l'aide de Brett Rodriguez). Gregory Jacobs participe également à la production. En mars 2020, Metro-Goldwyn-Mayer acquiert les droits de distribution pour l'Amérique du Nord.
En plus de la mise en scène, Channing Tatum tient également le premier rôle. En décembre 2020, Q'orianka Kilcher rejoint également la distribution.
En novembre 2019, il est annoncé que le Le tournage aura lieu courant 2020. Malgré la pandémie de Covid-19, les prises ont lieu en Californie : Santa Clarita, comté de Monterey, Los Angeles, Lancaster ou encore Santa Monica,.
Trois berger belge sont utilisés par la production (Britta, Lana 5 et Zuza). Ils sont issus d'un élevage de chiens de guerre d'Amsterdam.

## Accueil

### Critique
Le film reçoit des critiques plutôt positives. Sur l'agrégateur américain Rotten Tomatoes, il récolte 76% d'opinions favorables pour 141 critiques et une note moyenne de 6,1⁄10. Le consensus suivant résume les critiques compilées par le site : « La race dramatique de Dog est loin d'être exotique, mais les os narratifs solides et le travail bien formé du coréalisateur/acteur Channing Tatum en font une expérience de visionnage captivante ». Sur Metacritic, il obtient une note moyenne de 61⁄100 pour 33 critiques.